# Sénat de l'Illinois
Pour les articles homonymes, voir Sénat.
Capitole de l'État de l'Illinois, à Springfield.
Le Sénat de l'Illinois (en anglais : Illinois Senate) est la chambre haute de l'Assemblée générale de l'Illinois et la législature d'État de l'Illinois. Cette chambre fut créée par la Constitution de l'Illinois en 1818.

## Majorité
Le Parti démocrate de l'Illinois détient actuellement une super-majorité, lui permettant de surpasser un éventuel veto du gouverneur.

## Fonctionnement
La chambre se réunit à Springfield (Illinois). Le sénat a notamment le pouvoir de surpasser le veto du gouverneur par un vote à la majorité qualifiée (60 %) et de voter un impeachment contre les élus exécutifs de l'Illinois mais aussi les membres de la Cour suprême de l'Illinois avec un vote a la majorité qualifié.

## Système électoral
Le Sénat de l'Illinois est composé de 59 sièges pourvus au scrutin uninominal majoritaire à un tour dans autant de circonscriptions que de sièges à pourvoir, selon un calendrier particulier appelé système de mandat 2-4-4. Cette appellation désigne la façon dont une partie des membres de la chambre effectue un mandat de deux ans puis deux de quatre ans en l'espace d'une décennie, de telle sorte que le Sénat soit partiellement renouvelé à chaque élection, avant d'être intégralement renouvelés tous les dix ans.
Le renouvellement de 2022 est ainsi celui de la totalité des sénateurs, dont un tiers pourvus pour deux ans et les deux autres tiers pour quatre ans.

## Composition actuelle
| Date            | Parti      | Parti        | Parti        | Total |
| Date            | Démocrates | Républicains | Indépendants | Total |
| --------------- | ---------- | ------------ | ------------ | ----- |
| Date            |            |              |              | Total |
| 11 janvier 2017 | 37         | 22           | 0            | 59    |
| 6 novembre 2018 | 40         | 19           | 0            | 59    |
| 6 février 2021  | 41         | 18           | 0            | 59    |
| 13 janvier 2023 | 40         | 19           | 0            | 59    |

## Dirigeants
- Don Harmon (D), président du Sénat de l'Illinois ;
- Kimberly Lightford (D), chef de la majorité démocrate ;
- John Curran (R), chef de la minorité républicaine.